# Little Round Lake
Little Round Lake es un lugar designado por el censo ubicado en el condado de Sawyer en el estado estadounidense de Wisconsin. En el Censo de 2010 tenía una población de 1081 habitantes y una densidad poblacional de 45,97 personas por km².

## Geografía
Little Round Lake se encuentra ubicado en las coordenadas 45°58′10″N 91°22′8″O / 45.96944, -91.36889. Según la Oficina del Censo de los Estados Unidos, Little Round Lake tiene una superficie total de 23.51 km², de la cual 22.94 km² corresponden a tierra firme y (2.45 %) 0.57 km² es agua.

## Demografía
Según el censo de 2010, había 1081 personas residiendo en Little Round Lake. La densidad de población era de 45,97 hab./km². De los 1081 habitantes, Little Round Lake estaba compuesto por el 10.73 % blancos, el 0 % eran afroamericanos, el 85.94 % eran amerindios, el 0 % eran asiáticos, el 0 % eran isleños del Pacífico, el 0.09 % eran de otras razas y el 3.24 % pertenecían a dos o más razas. Del total de la población el 3.24 % eran hispanos o latinos de cualquier raza.